# Palm Islands

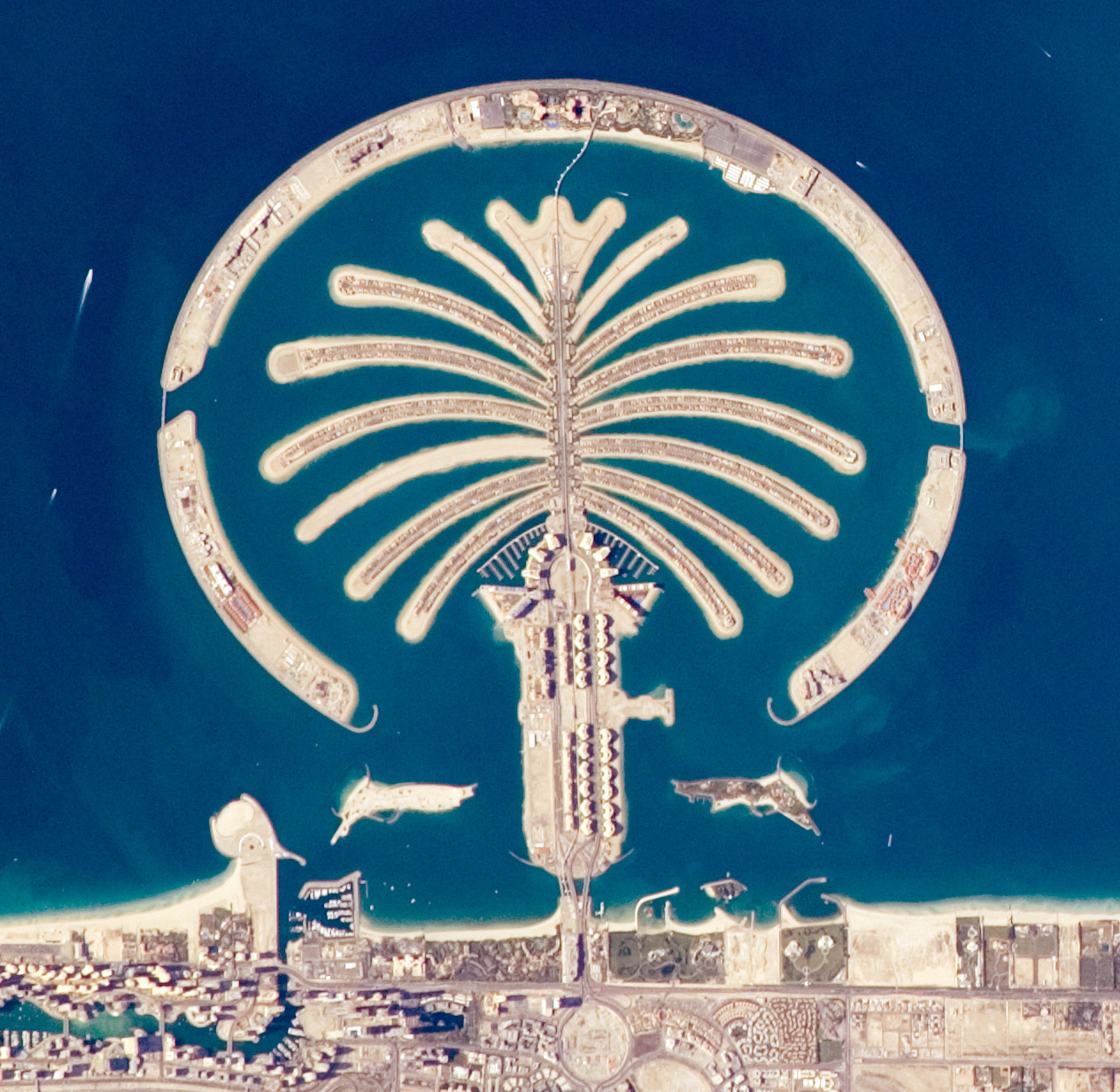
Palm Islands v Dubaji (shora)

Palm Islands (česky Palmové ostrovy) jsou umělé ostrovy v Dubaji, Spojené arabské emiráty, na nichž se nachází, nebo budou nacházet, luxusní obchodní centra a rezidenční čtvrti. Umělé ostrovy a poloostrovy staví společnost Nakheel Properties, developerská společnost ze Spojených arabských emirátů, která najala mnoho světových odborníků, strojů a pracovních sil pro tvorbu těchto ostrovů. Ostrovy v podobě palm jsou tři a nesou názvy "Palm Jumeirah", "Palm Jebel Ali" a "Palm Deira". Krom těchto poloostrovů staví společnost ještě několik souostroví u Dubaje, z nichž nejznámější je souostroví The World (česky "Svět"), jehož ostrovy jsou uspořádány tak, že vytváří jednotlivé kontinenty celého světa.
Poloostrovy Palm Islands přidají celkem 520 kilometrů pláží k městu Dubaj. První dva poloostrovy byly vytvořeny dohromady ze 100 milionů kubických metrů skály a písku, oproti tomu třetí poloostrov, "Palm Deira", se bude skládat z přibližně 1 mld. kubických metrů skály a písku. Všechny materiály pro stavbu jsou těženy ve Spojených arabských emirátech. V budoucnu se na těchto poloostrovech bude nacházet přes 100 luxusních hotelů, exkluzivní soukromé rezidenční vily s vlastním kouskem pláže, luxusní byty, přístavy, zábavní parky, restaurace, nákupní centra, sportovní zařízení, zdravotní lázně a podobně.

## Stavba umělých ostrovů
Stavba prvního a dnes již dokončeného poloostrova "Palm Jumeirah" byla zahájena v červnu 2001. Krátce poté byla oznámena stavba Palm "Jebel Ali" a v říjnu 2004 i stavba největšího ze tří poloostrovů, "Palm Deira", který je plánován s plochu až 46,35 kilometrů čtverečních. Stavba byla původně plánována na 10–15 let, ale nečekaná celosvětová ekonomická krize zasáhla i Dubaj a budoucnost rozestavěných projektů je zatím nejistá.
Uměle vytvořené ostrovy jsou postaveny z kamenů a písku vybagrovaných ze dna perského zálivu. Písek se stříká loděmi, které jsou na správná místa naváděny navigačním systémem GPS. Stříkaný písek vytváří duhový efekt, podle kterého se tento proces začal přezdívat. Okolo každého z ostrovů a poloostrovů je vytvořen půlměsíc, který vytváří velký kamenitý vlnolam, jenž má chránit před vlnami z perského zálivu. Vlnolam okolo "Palm Jumeirah" tvoří přes sedm milionů tun kamení. Každý kámen byl individuálně umístěn jeřábem podle pokynů potápěče a dané GPS souřadnice. Palm "Jebel Ali" je ve výstavbě od roku 2002 a samotný poloostrov měl být dokončen koncem roku 2009. "Jebel Ali" má být 4 kilometry dlouhý poloostrov, který chrání 200 metrů široký a 17 kilometrů dlouhý okružní vlnolam. "Jebel Ali" je vytvořený z 210 milionů m³ kamene, písku a vápence.

### Palm Jumeirah

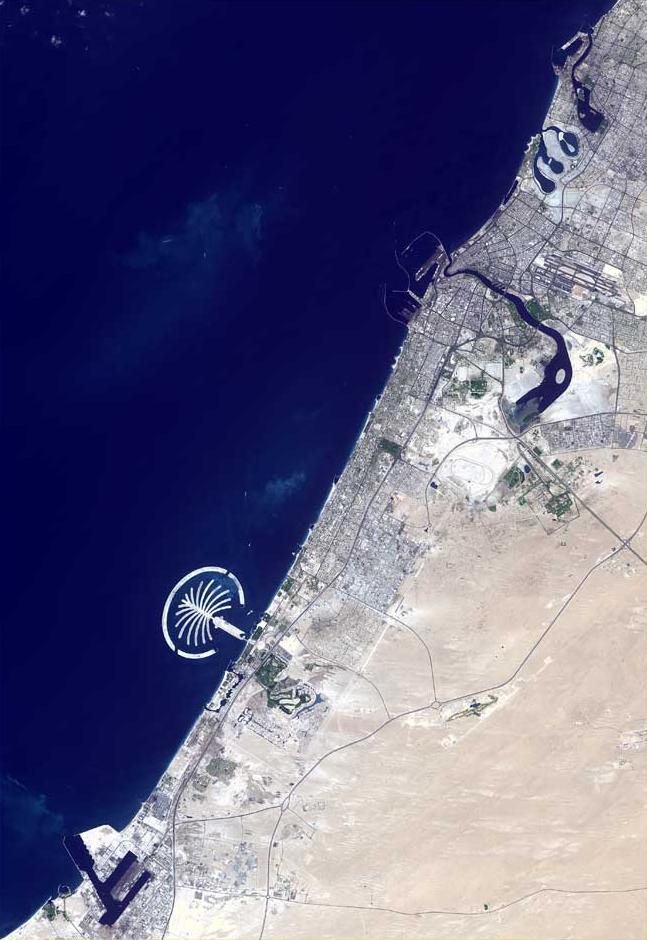
Starší satelitní fotografie Dubaje s poloostrovem "Palm Jumeirah"

Palm Jumeirah (česky Džumeira) je první, nejmenší a dnes již dostavěný z poloostrovů. Leží u exkluzivní čtvrti Jumeirah, poblíž slavného hotelu Burdž al-Arab. Poloostrov svým tvarem připomíná palmu, stejně jako zbylé dva. Je složen z "kmene" palmy, na kterém se nachází důležitá infrastruktura, luxusní obchodní domy, restaurace, domy s luxusními byty, přístav a podobně. Dále směrem do perského zálivu se poloostrov dělí na celkem 17 "palmových listů", na nichž se nachází luxusní rezidenční vily s vlastním kouskem pláže. Celý poloostrov je obehnaný 11 km dlouhým vlnolamem, na jehož nejvzdálenějším konci od pobřeží leží hotel Atlantis. Celý poloostrov je velký 5 x 5 kilometrů a přidá k Dubaji 78 km pláže. Stavba trvala 5 let a během stavby došlo k některým technologickým potížím, hlavně problémy se sesuvem půdy a nedostatečným prouděním vody na některých místech. V současnosti se sem stěhují první vlastníci a nájemníci. Jedná se o převážně rezidenční projekt, tedy určený k bydlení a s tím souvisejícími službami a možnostmi nakupování.

### Palm Jebel Ali

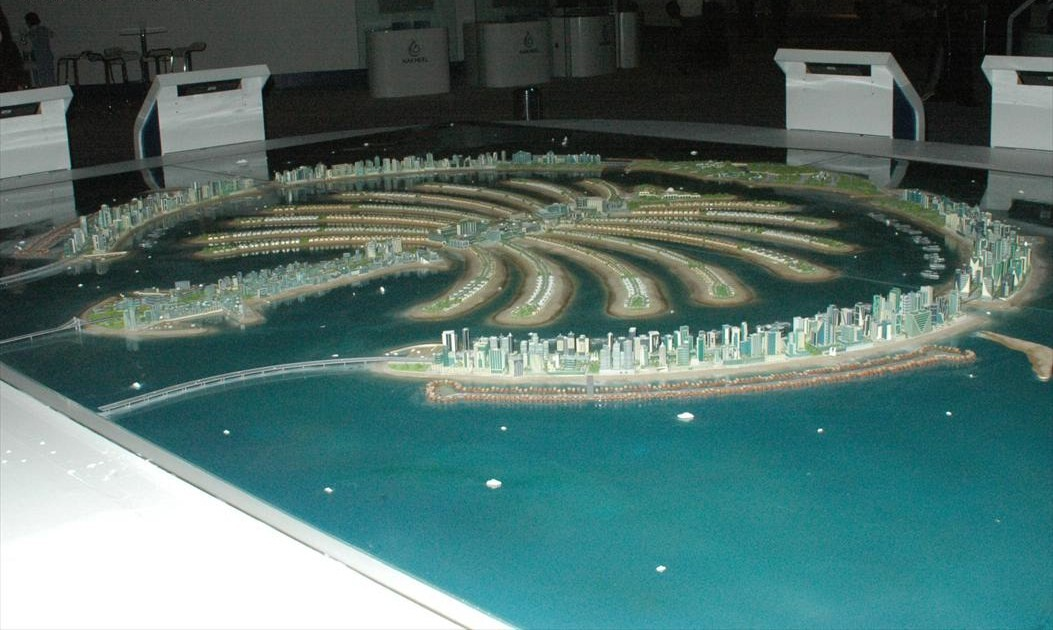
model Palm Jebel Ali

„Palm Jebel Ali“ se začala stavět v říjnu roku 2002 a měla být dokončena v polovině roku 2008. „Palm Jebel Ali“ má nabídnout luxusní ubytování až pro 1,7 milionu lidí již v roce 2010. Jakmile bude „Jebel Ali“ dokončen, bude navíc obestavěn ze strany od Dubai Waterfront. Projekt je o 50 procent větší než "Palm Jumeirah" a zahrnuje 6 přístavišť, vodní zábavní park, "Sea Village" (mořskou vesnici), domy postavené na kůlech nad vodou a kolem celého ostrova bude promenáda pro pěší, která má podobu nápisu v arabštině. Nápis je báseň, kterou pro tento účel složil sám šejk Dubaje. Báseň zní:
| „                                   | Od moudrého berte moudrost Je třeba muže s vizí k psaní na vodu Není každý žokej, kdo jezdí na koni Velcí muži míří k větším výzvám. | “ |
| — šejk Muhammad bin Rašíd Al Maktum | |   |

První náznak ekonomické krize na trhu s nemovitostmi v Dubaji se projevil, přičemž ceny prodávaných nemovitostí na „Palm Jebel Ali“ se údajně snížily až o 40 procent v průběhu dvou měsíců do listopadu 2008. S tímto pádem souvisí finanční krize od roku 2007 do současnosti. Poloostrov je již z velké části dokončen, nyní probíhá stavba infrastruktury a budov.

### Palm Deira
Stavba poloostrova "Palm Deira" byla oznámena v říjnu 2004. První představený návrh byl 8 krát větší než "Palm Jumeirah" a 5 krát větší než "Palm Jebel Ali" a byl určen k bydlení až pro jeden milion lidí. Původně oznámený návrh sahal 14 km (8,7 mil) do perského zálivu a počítal s 41 listy, ale vzhledem k podstatné změně v hloubce perského zálivu takto daleko od břehu, byl v květnu 2007 návrh upraven na délku 12,5 km (7,76 mil) s 18 většími listy a několika velkými ostrovy okolo "Palm Deira" u břehu.
Na začátku října 2007 bylo hotových 20 % z ostrova s celkovým počtem 200 milionů krychlových metrů. Počátkem dubna 2008 společnost Nakheel oznámila, že více než čtvrtina celkové plochy poloostrova je hotových. Jednalo se o 300 milionů krychlových metrů písku. Vzhledem k velikosti ostrova, je stavba vyvíjena v několika fázích. První z nich je vytvoření "Deira Island", což jsou ostrovy před samotnou "Palm Deira", které budou působit jako taková brána k poloostrovu. V dubnu 2008 oznámila společnost Nakheel, že "Deira Island" je z 80 % kompletní.
Vzhledem k dalším ekonomickým problémům spojených s ekonomickou krizí bylo v tichosti zavedeno další snížení velikosti projektu.

## Galerie

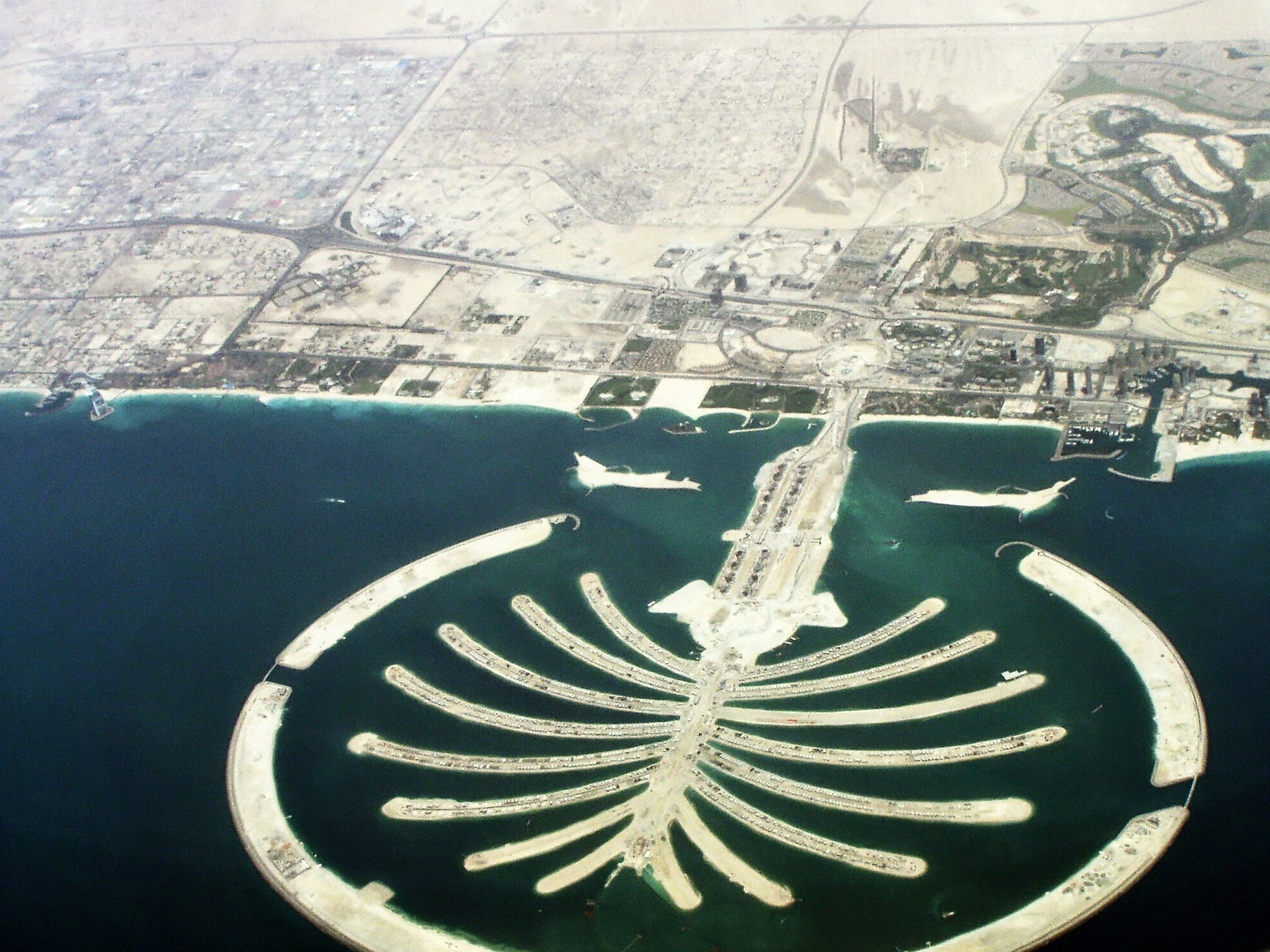
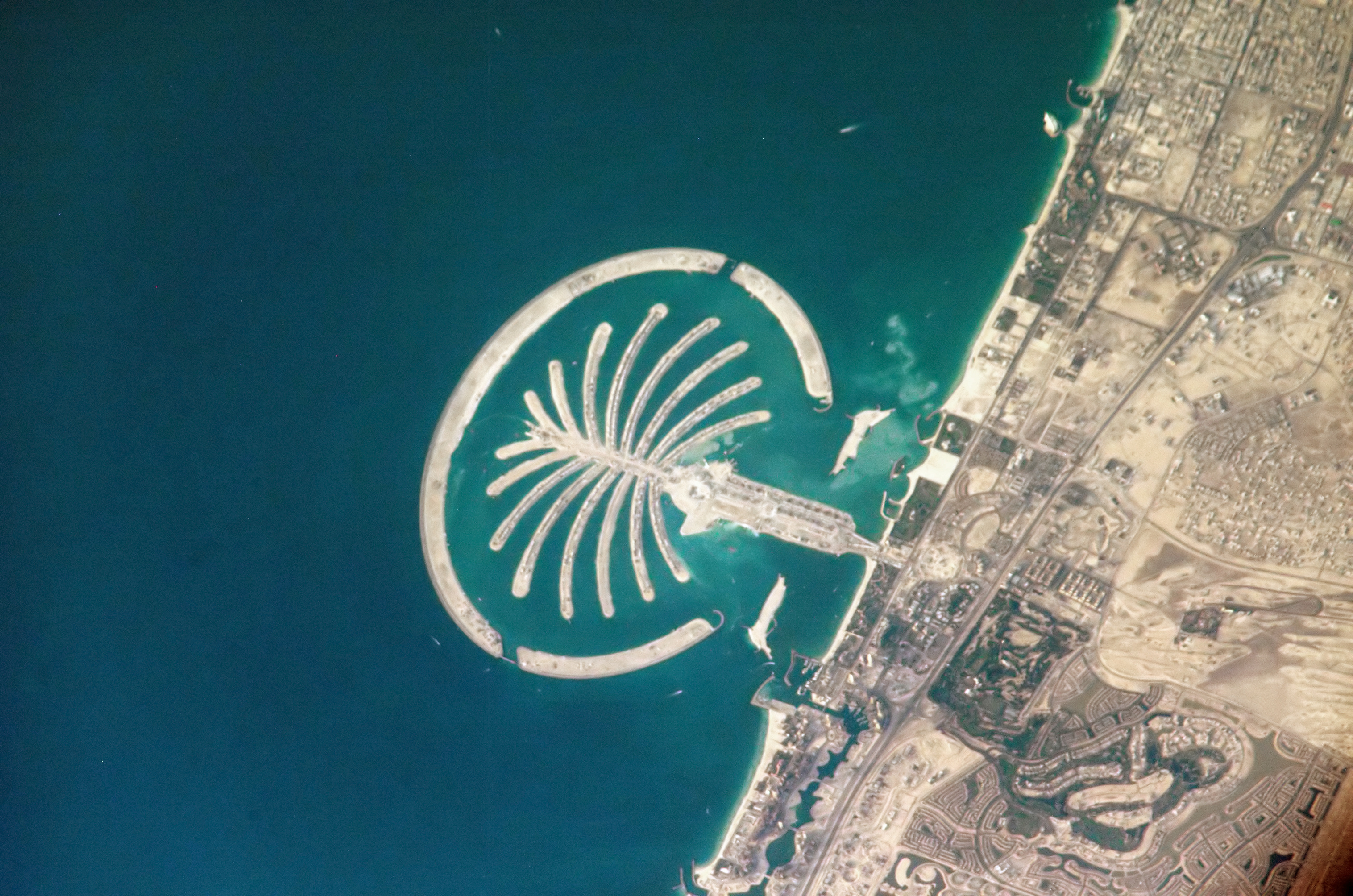
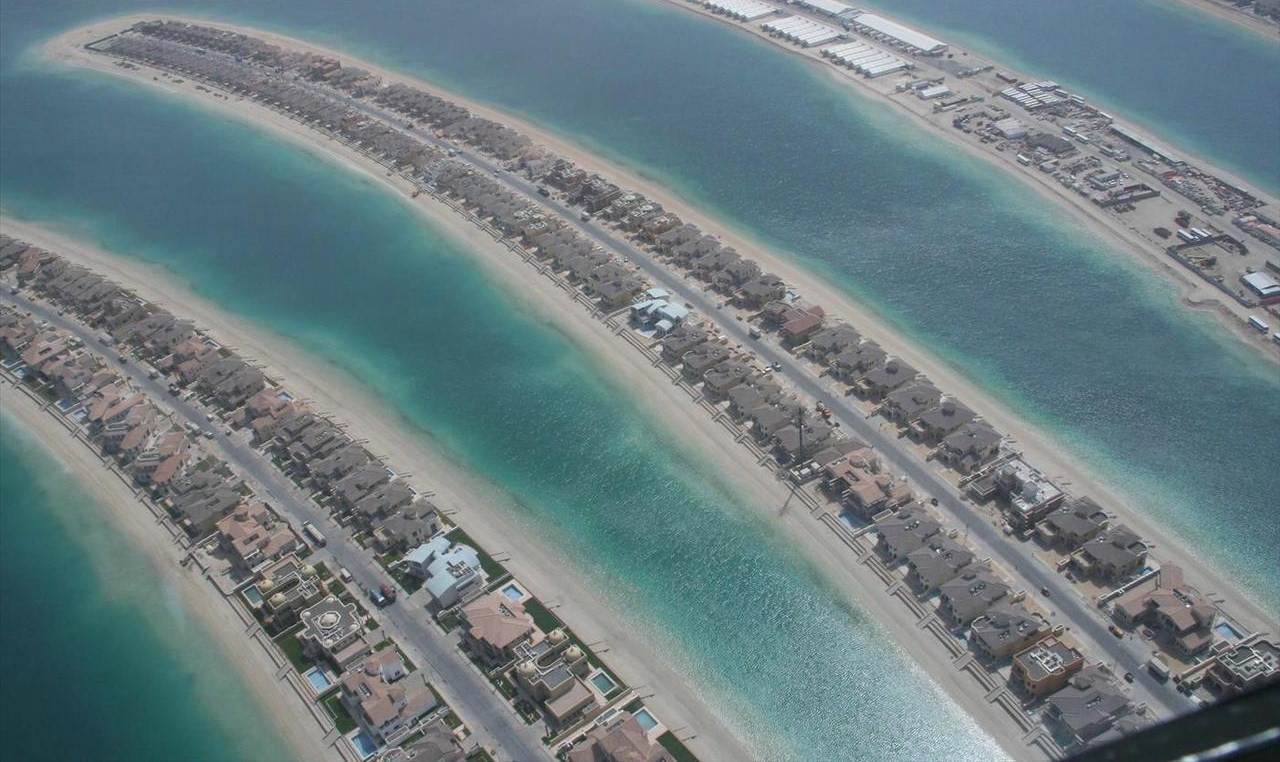
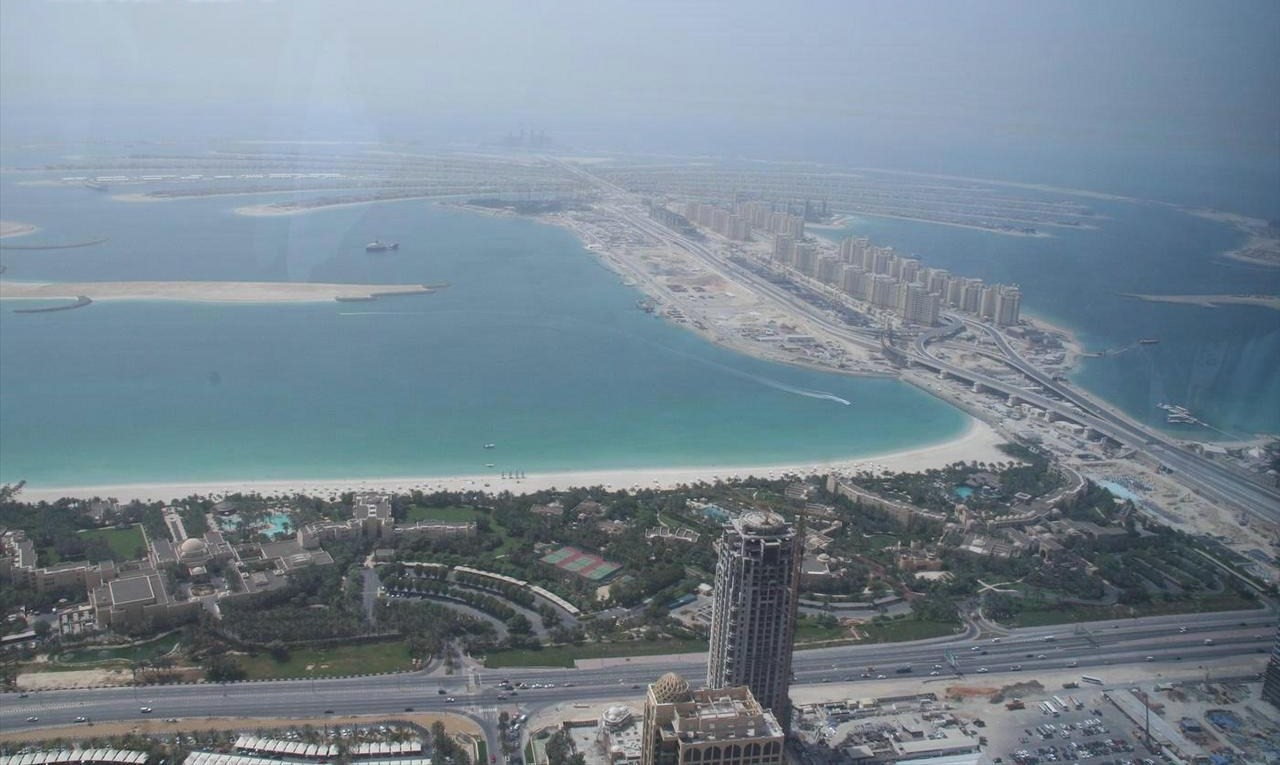
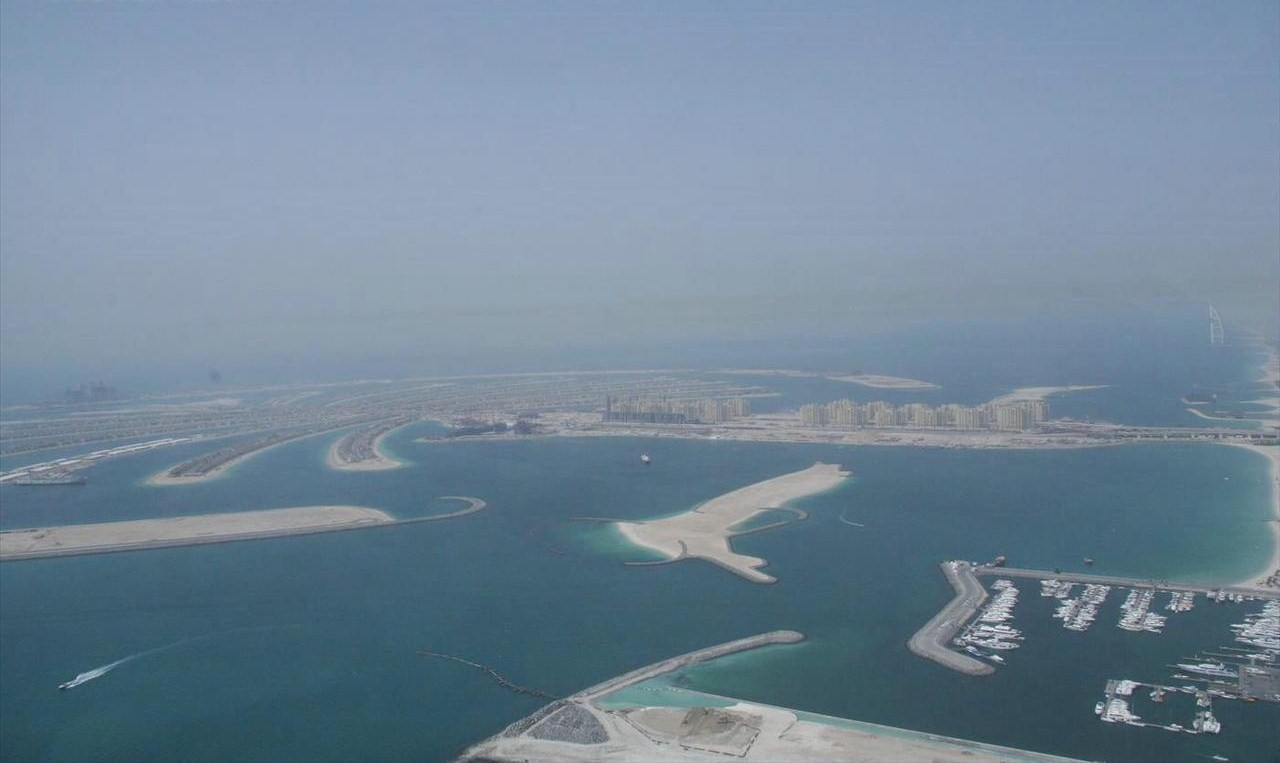
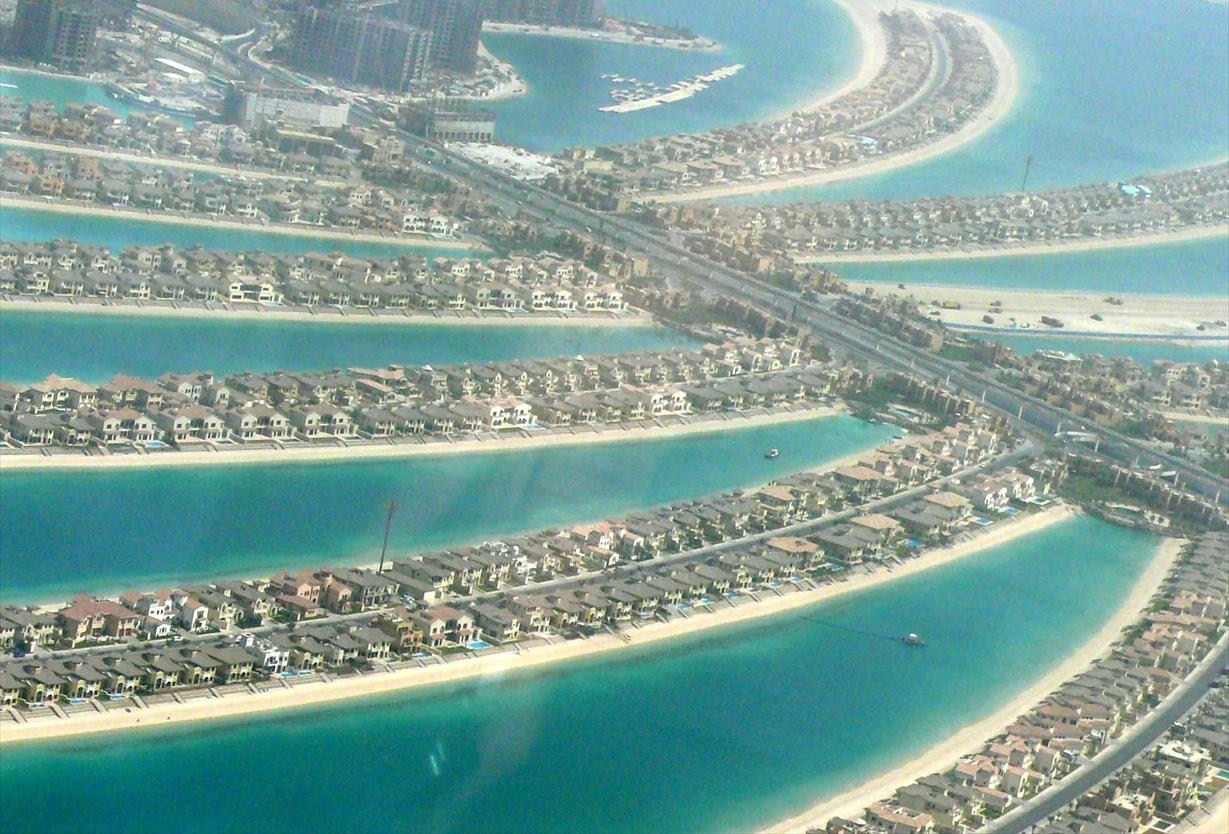
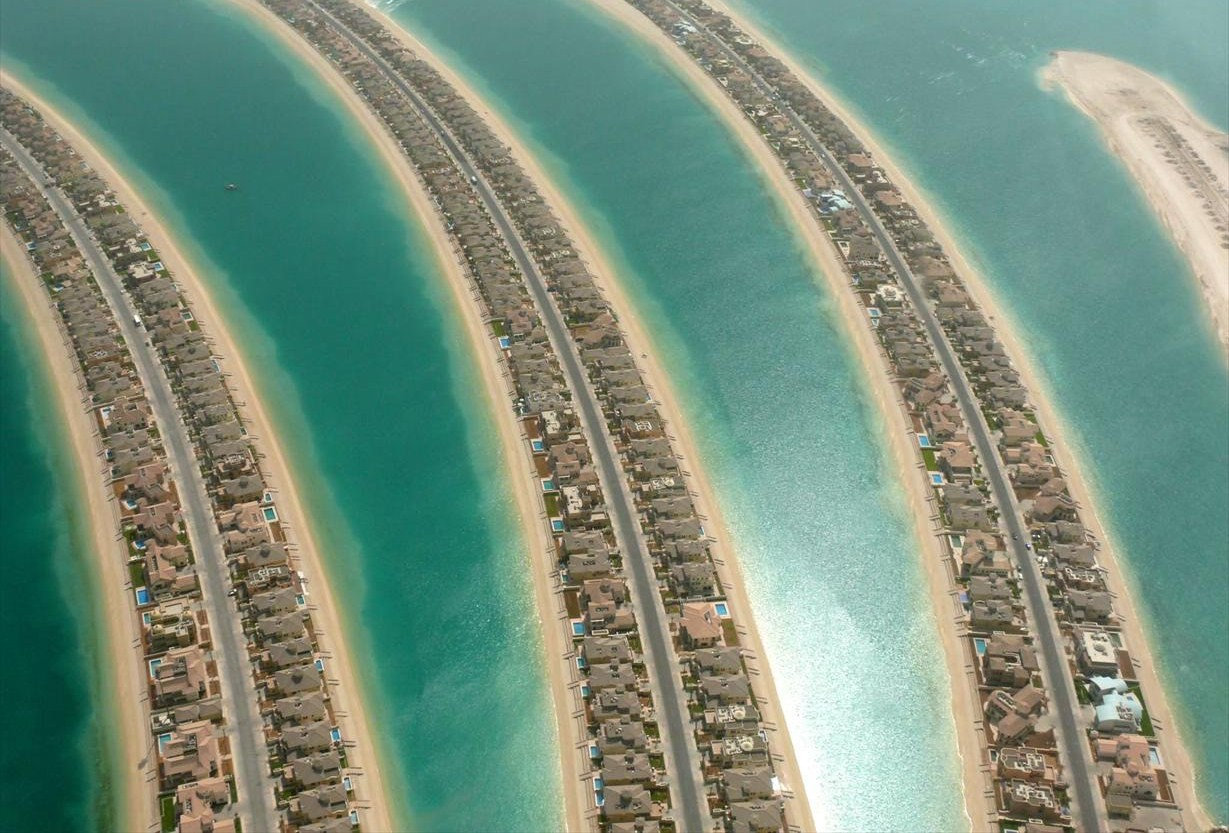
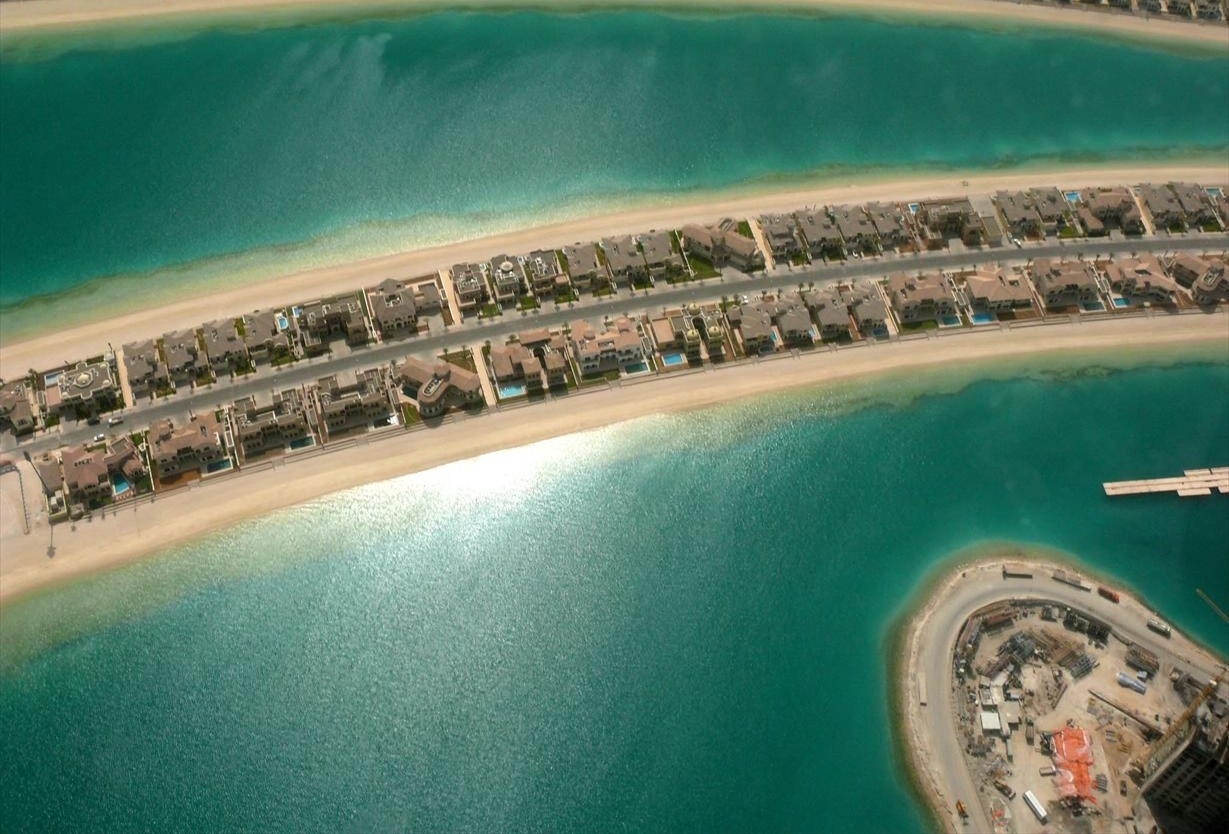